# إضراب جنسي

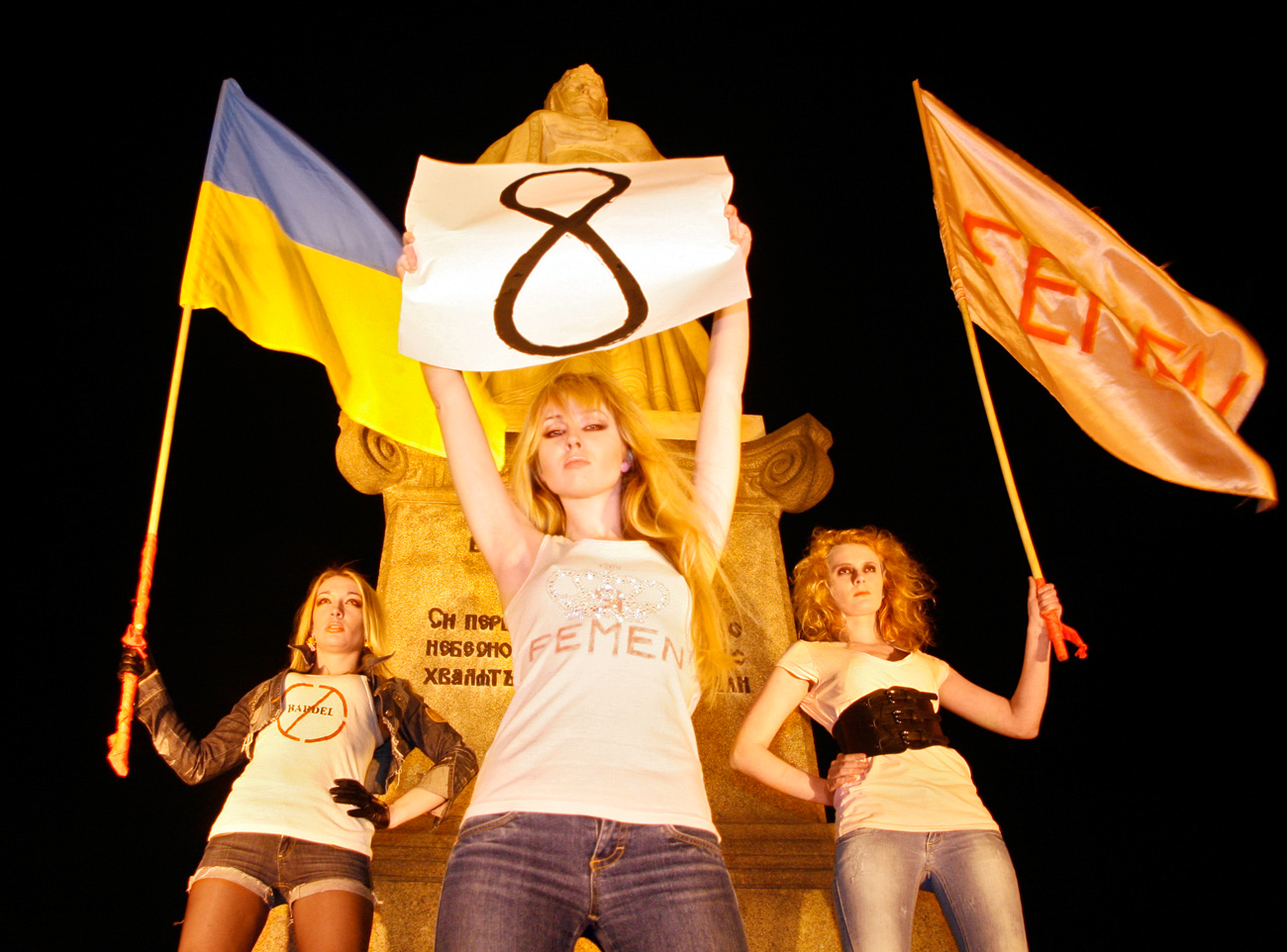
ناشطات أوكرانيات من حركة فيمن يدعون للمقاطعة الجنسية احتجاجًا على الاستغلال الجنسي للمرأة

الإضراب الجنسي، يُطلق عليه أحيانًا مقاطعة الجنس، هو طريقة للمقاومة غير العنيفة، يمتنع فيها شخص أو عدة أشخاص (عادةً من النساء) عن ممارسة الجنس مع شركائهم لتحقيق أهداف معينة. وهو شكل من أشكال الامتناع الجنسي المؤقت.
استخدمت الإضرابات الجنسية للاحتجاج على العديد من القضايا، من الحرب إلى أعمال عنف رجال العصابات.

## تاريخيًّا

### اليونان القديمة
المثال الأكثر شهرة للإضراب الجنسي في الفنون هو عمل الكاتب المسرحي اليوناني أريستوفان «ليسيستراتي»، وهي من نوع الكوميديا المناهضة للحرب. تمتنع الشخصيات النسائية في المسرحية عن ممارسة الجنس مع أزواجهن، كجزء من استراتيجيتهن لتحقيق السلام في البلاد، وإنهاء الحرب البيلوبونسية.

### نيجيريا
شكّل نساء شعب الإيغبو في نيجيريا مجلسًا للنساء، يجتمعن فيه بشكل دوري في فترة ما قبل الاستعمار، ترأسّت أغبا إيكوي المجلس، وهي المفضلة لدى الإلهة إيدميلي، وتجلّيها على الأرض، كانت صاحبة الكلمة الأخيرة والسلطة العليا في هذه الاجتماعات. من بين أهم مهامها هي ضمان سلوك وتصرّف الرجال الجيد، ومعاقبة الرجال الذين يحاولون التحرّش أو سوء المعاملة. أكثر ما كان يخشاه الرجال آنذلك هو الإضرابات التي تنظّمها هؤلاء النسوة. وفقًا لعالمة الأنثروبيولوجيا في إيغبو إيفي أماديمي «كان أقوى سلاح استخدمه المجلس ضد الرجال هو الحق في طلب إضرابات وتظاهرات جماعية من قبل جميع النساء. يعني الإضراب آنف الذكر امتناع النساء عن أداء جميع واجباتهن الاعتيادية، مثل تقديم الخدمات المنزلية والجنسية وممارسة دورهن كأمهات. سيغادرن البلدة مع أطفالهن، وعندما يكنّ غاضبات جدًا، قد يهاجمن أي رجل يلتقين به».

## العصور الحديثة

### كولومبيا
في أكتوبر 1997، دعا قائد جيش كولومبيا الجنرال مانويل بونيت علنًا إلى إضراب جنسي بين زوجات وصديقات المقاتلين اليساريين الكولومبيين ومهربي المخدرات والقوات شبه العسكرية كجزء من إستراتيجية التوصّل إلى وقف لإطلاق النار. وأعلن رئيس بلدية بوغوتا أنتاناس موكوس، أن العاصمة منطقة مخصصة للسيدات فقط لليلة واحدة، واقترح على الرجال البقاء في المنزل للتفكير في العنف. سخر المقاتلون من هذه المبادرة مُشيرين إلى وجود أكثر من 2000 امرأة في جيشهم. في النهاية تمّ التوصل إلى وقف لإطلاق النار، لكنه استمر لفترة قصيرة فقط.
في سبتمبر 2006، بدأت عشرات زوجات وصديقات أعضاء العصابات من بيريرا في كولومبيا إضرابًا جنسيًا أطلقوا عليه اسم «إضراب الساقَين المتشابكتَين» للوقوف في وجه عنف العصابات، ردًا على مقتل 480 شخص جرّاء أعمال عنف رجال العصابات في منطقة القهوة. ووفقًا للمتحدثة باسمهن جنيفر باير، كان الهدف من الإضراب إجبار أعضاء العصابة على تسليم أسلحتهم وفقًا للقانون. تورط العديد من أعضاء العصابات في جرائم عنيفة ليظهروا بمظهر قوي وليزيدوا جاذبيتهم الجنسية، قدّم الإضراب رسالة مفادها أن رفض تسليم الأسلحة لم يكن مثيرًا. في عام 2010، شهد معدل جرائم القتل في المدينة أشد انخفاض في كولومبيا، إذ انخفض بنسبة 26.5%.
في يونيو 2011، بدأت النساء في تنظيم حركة الساقين المتشابكتين في بلدة بارباكوس في جنوب غرب كولومبيا إضرابًا جنسيًا للضغط على الحكومة لإصلاح الطريق الذي يربط بين بارباكوس والبلدات والمدن المجاورة لها. أعلنت النساء أنّه إن لم يطالب الرجال باتّخاذ الإجراءات المناسبة، سيرفضن ممارسة الجنس معهم. لم يظهر رجال بارباكوس أي دعم في بداية الحملة، لكن سرعان ما انضموا إلى الحملة الاحتجاجية. بعد 112 يومًا من الإضراب في أكتوبر 2011، وعدت الحكومة الكولومبية باتخاذ إجراءات بشأن إصلاح الطرق، وتحقّق ذلك بالفعل.

## وصلات خارجية
- The Lysistrata project